# 8075 Роеро
8075 Роеро (8075 Roero) — астероїд головного поясу, відкритий 14 серпня 1985 року.
Тіссеранів параметр щодо Юпітера — 3,128.